# Edmar Halovskyj de Lacerda
Edmar Halovskyj de Lacerda (ukrajinsky Едмар Галовський де Ласерда, rozený Edmar de Lacerda Aparecida; * 16. června 1980, Mogi das Cruzes, Brazílie) známý také pouze jako Edmar nebo Edmar Halovskyj de Laserda, je brazilsko-ukrajinský fotbalový záložník, který aktuálně hraje v klubu Metalist Charkov.
13. prosince 2008 se oženil s Ukrajinkou Taťánou Halovskou. Od roku 2011 vlastní ukrajinské občanství. V červenci 2014 dostal povolávací rozkaz do armády během ruské intervence na Ukrajině 2014, což jej nemile překvapilo.

## Reprezentační kariéra
Po obdržení ukrajinského občanství v roce 2011 mohl tuto zemi reprezentovat. V A-mužstvu Ukrajiny debutoval 10. srpna 2011 v přátelském zápase v Charkově proti Švédsku (porážka 0:1). První gól za Ukrajinu si připsal 6. září 2013 v kvalifikačním zápase proti San Marinu, kde přispěl k drtivé výhře 9:0.
Góly Edmara za A-mužstvo Ukrajiny
| 010                 | 6. 9. 2013 | Arena Lviv, Lvov, Ukrajina | San Marino | 03:0 | 9:0 | kvalifikace na MS 2014 |
| Platí k 5. 12. 2014 |            |                            |            |      |     |                        |